# Aitona Martin Eta Biok
Aitona Martin eta biok és un curtmetratge dirigit per Pello Varela estrenat el 2004, que es basa en un conte de Bernardo Atxaga. El curtmetratge va ser rodat a Araia, i va ser produït pel Taller de Imagen de Apota d'Araia. Va tenir una calorosa acollida, per l'estil clàssic que el director va introduir en ella. Va rebre bones valoracions i felicitacions per part de grans figures culturals de l'època, així com de Bernardo Atxaga. Igualment, va ser seleccionat en el Certamen de Cine Vasco de Lekeitio, obtenint el segon premi, i va rebre dos dels premis atorgats en el Festival de Gaztebideo de Vitòria.

## Argument[1]
Sebastian és un nen que va a viure al poble dels seus oncles. Allà coneix el seu avi, un home turmentat amb la mort, que ell el denomina Terranova. Al costat del descobriment de la maduresa, Sebastian coneix una noia de la seva edat, i amb ella alguns dels costums bascos encara vius als petits pobles.

## Simbologia
El curtmetratge respecta en tot moment la simbologia original del conte de Bernardo Atxaga: Sugeak txoriari begiratzen dionean (quan la serp mira a l'ocell). Així, el tema de la mort sempre present en el personatge de l'avi, es manifesta en una segona part, amb la introducció dels elements de l'ocell i la serp, que representen la vida i la mort, respectivament.
D'aquesta manera, en una escena molt coneguda, l'avi i Sebastián assisteixen a la mort d'un ocell per una serp, i a la dita que quan la mort mira a algú (la serp), aquell (l'ocell) no té sortida i queda hipnotitzat fins al moment final (com quan la serp mira a l'ocell).
El símbol de l'ocell i la serp és considerat una de les metàfores més encertades de l'home i la mort, i en aquest cas la mort i l'avi, que ja l'ha mirat, i és conscient d'això, una cosa que li produeix un profund pesar en el curtmetratge de Pello Varela i en el conte de Bernardo Atxaga.

## Premis
- Segon premi en el Certamen de Cine Vasco de Lekeitio (2005).
- Festival Gaztebideo
  - Premi a la millor ambientació: Guanyador
  - Premi a la pel·lícula amb més valors: Guanyador